# 小菊頭蝠
小菊頭蝠（學名：Rhinolophus pusillus），也叫菲菊头蝠，是菊頭蝠科的其中一個成員。這個品種可以於中國、印度，以及其他東南亞地區例如泰國、馬來西亞等地找到。在中国大陆，分布于香港、广西、海南、安徽、云南、四川、江苏、福建、浙江、湖北等地。该物种的模式产地在爪哇。

## 亚种
- 菲菊头蝠福建亚种（学名：Rhinolophus pusillus calidus），G. Allen于1923年命名。在中国大陆，分布于江苏、安徽、福建、浙江等地。该物种的模式产地在福建。[4]
- 菲菊头蝠海南亚种（学名：Rhinolophus pusillus parcus），G. Allen于1928年命名。在中国大陆，分布于海南等地。该物种的模式产地在海南那大。[5]
- 菲菊头蝠四川亚种（学名：Rhinolophus pusillus szechwanus），Andersen于1918年命名。在中国大陆，分布于广西、云南、四川、湖北等地。该物种的模式产地在四川重庆。[6]

## 資料來源
1. ↑   Hutson, A.M., Kingston, T. &  Walston. J. . The IUCN Red List of Threatened Species 2008.   [2010-10-13].
2. 1 2  中国科学院动物研究所. . 《中国动物物种编目数据库》. 中国科学院微生物研究所.   [2009-03-27]. （原始内容存档于2016-03-05）.
3. ↑  . 蘋果日報 (香港). 2018年6月29日  [2018年8月]. （原始内容存档于2018年8月7日） （中文（香港））. 小菊頭蝠（相片）
4. ↑  中国科学院动物研究所. . 《中国动物物种编目数据库》. 中国科学院微生物研究所.   [2009-03-27]. （原始内容存档于2016-03-05）.
5. ↑  中国科学院动物研究所. . 《中国动物物种编目数据库》. 中国科学院微生物研究所.   [2009-03-27]. （原始内容存档于2016-03-05）.
6. ↑  中国科学院动物研究所. . 《中国动物物种编目数据库》. 中国科学院微生物研究所.   [2009-03-27]. （原始内容存档于2016-03-05）.

- 《香港陸上哺乳動物圖鑑》